# Coenonympha apicalis
Coenonympha apicalis är en fjärilsart som beskrevs av Turati och Ruggero Verity 1910. Coenonympha apicalis ingår i släktet Coenonympha och familjen praktfjärilar. Inga underarter finns listade i Catalogue of Life.